# 942 Romilda
942 Romilda
942 Romilda là một tiểu hành tinh bay quanh Mặt Trời.